# 아카시아에 비오는 밤
아카시아에 비오는 밤(The Night When Raining Over The Acacia)은 한국에서 제작된 이봉래 감독의 1964년 영화이다. 김지미 등이 주연으로 출연하였고 윤종욱 등이 제작에 참여하였다.

## 출연

### 주연
- 김지미
- 최무룡
- 이수련
- 허장강

## 제작진
- 원작자: 한갑진
- 조명: 임호
- 미술: 원제래
- 현상: 국일